# 한세충
한세충(중국어 정체자: 韓世忠, 간체자: 韩世忠, 병음: Han Shizhong, 1089년 ~ 1151년)은 중국 송나라의 명장으로 자는 양신(良臣), 산시성 (섬서성) 옌안(延安)사람이다. 시호는 충무(忠武), 왕호는 기왕(蘄王)이다. 방랍의 난을 진압하고, 금에 대항한 명장이다.
악비(岳飛), 유기(劉錡) 등과 함께 금군의 침입을 막아 송조(宋朝)의 명맥을 유지하고 상실한 영토를 회복하려고 힘썼다.

## 어린 시절
산시성 옌안에서 가난한 집에서 태어나 어렸을 때부터 마술(馬術)에 뛰어나고, 힘세어 무예에 통달하였다. 종군 하고 나서는 공을 거듭하여 장군 왕연(王淵)의 인정을 받아 빠르게 출세하였다.
송사(宋史)에 의(義)롭고, 재물을 경시하였으며, 엄중하게 군을 지켰다. 병졸들과 고락을 같이하여 군사를 아끼면서도 규율은 엄중하여 민중으로부터의 지지도 두터웠다'고 전한다.

## 방랍의 난
송 휘종 때 방랍의 난이 일어나자 분투하여 진압하였고, 이 공을 인정받아 승절랑(承節朗)으로 승진했다. 환관을 주살하고 고종 황제에 퇴위를 강요한 ‘명수(明受)의 난’ 때도 항저우 임안부(臨安府)를 반란군을 물리치고, 황제를 구출하여 명성을 떨친다.

## 금나라의 침공
금나라가 남쪽으로 침공을 해오자, 군대를 이끌고 끊임없이 저항하여 황천탕 전투 등 여러 전투에서 승리한다. 그는 거듭된 전투에서 승리를 하여 추밀사(樞密使), 함안군왕(咸安郡王), 진남절도사(鎭南節度使), 무안절도사(武安節度使) 등을 겸임하며 고분군투하였다.

## 은둔
악비가 주화파 재상 진회(秦檜)에 의해 투옥되자, 그는 구명을 위해 진회에게 격렬하게 항의하며 악비를 처형한 이유를 물었으나, 진회는 막수유(莫須有, 그런 일이 있었을지도 모른다.)라고 답하였고, 한세충은 그런 말로는 천하를 납득시킬 수 없다(莫須有三字，何以服天下)라고 하면서 물러났다.

## 같이 보기
- 진회
- 악비